# (3339) Treshnikov
(3339) Treshnikov est un astéroïde de la ceinture principale.

## Description
(3339) Treshnikov est un astéroïde de la ceinture principale. Il fut découvert le 6 juin 1978 à l'Observatoire Kleť par Antonín Mrkos. Il présente une orbite caractérisée par un demi-grand axe de 3,18 UA, une excentricité de 0,13 et une inclinaison de 17,8° par rapport à l'écliptique.